# Spirit (rascacielos)
Spirit, también conocido como Iluka, es un rascacielos residencial actualmente en construcción en Gold Coast en Queensland, Australia. Al finalizar, se convertirá en el edificio más alto de Australia hasta la azotea, y el segundo edificio más alto en general (superado por el rascacielos cercano Q1).
Propuesto en el año 2015, el proyecto fue desarrollado por Forise Inversiones y diseñado por DBI Diseño Pty Ltd. Con una altura de 297,8 metros Spirit se convertirá en el segundo edificio más alto en Australia en general, detrás del Q1, así como el edificio más alto hasta el techo, superando a Eureka Tower en Melbourne por 50 centímetros.
Spirit comprenderá 693 apartamentos residenciales, repartidos en 89 plantas, y además incluye 6 plantas de sótano. El rascacielos tendrá un coste de AUD$1.2 mil millones y recibió la aprobación por el Ayuntamiento de Gold Coast en septiembre de 2015, y la construcción comenzó en marzo de 2016, y terminó en 2019.